# Discoteque
Chansons représentant la Lituanie au Concours Eurovision de la chanson
On Fire
(2020) Sentimentai
(2022)
Discoteque est une chanson interprétée, écrite et composée par The Roop à l'écriture et la composition. 
Elle est sélectionnée pour représenter la Lituanie au Concours Eurovision de la chanson 2021, à l'issue de l'émission Pabandom iš Naujo! 2021, diffusée le 6 février 2021. La chanson sera chantée par le groupe lituanien durant la première demi-finale du concours, diffusée le 18 mai 2021. Le groupe ouvrira le concours en performant en premier lors de cette demi-finale et se qualifiera pour la finale.